# Berry Islands
Die Berry Islands sind eine zu den Bahamas gehörende Inselkette. Die im Nordwesten des Einzugsgebiets der Bahamas gelegene Inselgruppe erstreckt sich über rund 78 km². Der Archipel besteht aus über 30 Inseln und weiteren 100 kleinen Cays – darunter Little Stirrup Cay und Great Stirrup Cay, die sich im Besitz der Royal Caribbean Cruise Line bzw. der Norwegian Cruise Line befinden.

## Inseln
Unvollständige Liste der Berry Islands (vorsortiert von Nord nach Süd):
| Inselname           | Aliasname          | Koordinaten           | Fläche km² | Einwohner 2010 |
| ------------------- | ------------------ | --------------------- | ---------- | -------------- |
| Big Stirrup Cay     | Great Stirrup Cay  | 25° 49′ N, 077° 55′ W | 1,08       | 5              |
| Co Co Cay           | Little Stirrup Cay | 25° 49′ N, 077° 56′ W | …          | 38             |
| Goat Cay            |                    | 25° 49′ N, 077° 54′ W | …          | –              |
| Lignumvitae Cay     |                    | 25° 48′ N, 077° 54′ W | …          | –              |
| Bullock's Cay       | Bullocks Cay       | 25° 47′ N, 077° 53′ W | …          | 342            |
| Cistern Cay         |                    | 25° 47′ N, 077° 53′ W | …          | –              |
| Petit Cay           |                    | 25° 46′ N, 077° 50′ W | …          | –              |
| Great Harbour Cay   |                    | 25° 45′ N, 077° 51′ W | 31         | 353            |
| Hawksnest Island    |                    | 25° 45′ N, 077° 49′ W | …          | –              |
| Anderson Cay        |                    | 25° 44′ N, 077° 51′ W | …          | –              |
| Haines Cay          |                    | 25° 43′ N, 077° 49′ W | …          | –              |
| Turner Cay          |                    | 25° 42′ N, 077° 49′ W | …          | –              |
| Sheep Cay           |                    | 25° 42′ N, 077° 50′ W | …          | –              |
| Fanny Cay           |                    | 25° 41′ N, 077° 50′ W | …          | –              |
| Ambergris Cay       |                    | 25° 40′ N, 077° 50′ W | …          | –              |
| Pigeon Cay          |                    | 25° 39′ N, 077° 50′ W | …          | –              |
| Holmes Cay          |                    | 25° 38′ N, 077° 45′ W | …          | –              |
| Hoffman Cay         |                    | 25° 37′ N, 077° 44′ W | …          | –              |
| Little Gaulding Cay |                    | 25° 36′ N, 077° 44′ W | …          | –              |
| Devils Cay          |                    | 25° 36′ N, 077° 44′ W | 0,47       | –              |
| Little Harbour Cay  |                    | 25° 35′ N, 077° 43′ W | …          | 4              |
| Frozen Cay          |                    | 25° 33′ N, 077° 43′ W | 0,33       | 3              |
| Alder Cay           |                    | 25° 32′ N, 077° 43′ W | …          | –              |
| Bond's Cay          | Bonds Cay          | 25° 30′ N, 077° 44′ W | 2,25       | 0              |
| Sandy Cay           |                    | 25° 30′ N, 077° 48′ W | …          | –              |
| Fish Cay            |                    | 25° 28′ N, 077° 50′ W | …          | –              |
| Cock Roach Cay      |                    | 25° 28′ N, 077° 48′ W | …          | –              |
| Hall's Spot         | Halls Spot         | 25° 28′ N, 077° 51′ W | …          | –              |
| Little Whale Cay    |                    | 25° 27′ N, 077° 46′ W | …          | 3              |
| Big Whale Cay       | Great Whale Cay    | 25° 25′ N, 077° 47′ W | 2,95       | 3              |
| Bird Cay            |                    | 25° 24′ N, 077° 49′ W | …          | 0              |
| Chub Cay            |                    | 25° 25′ N, 077° 54′ W | …          | 46             |
| Fraizer's Hog Cay   | Frazer’s Hog Hay   | 25° 25′ N, 077° 51′ W | …          | 10             |
| Mama Roda Cay       |                    | 25° 25′ N, 077° 54′ W | …          | –              |
| Mama Roda Rock      |                    | 25° 26′ N, 077° 56′ W | …          | –              |
| Berry Islands       |                    | 25° 35′ N, 077° 55′ W | 78         | 807            |

## Beschreibung
Die größte Insel der Berry Islands ist mit etwa 31 km² Landfläche Great Harbour Cay, auf welcher sich auch die größte Siedlung der Inseln, Bullock's Harbour, befindet. In dem Hafenort leben etwa 300 Menschen. Die Berry Islands wurden zuerst von den Tumoroks und den Libayan-Indianern bewohnt, die im 16. Jahrhundert ausstarben. Die Inseln waren in Folge bis ins 17. Jahrhundert unbewohnt. Dazwischen wurden die Berry Islands von Piraten als Versteck genutzt.